# Сєвєрний (Костромська область)
Сєвєрний (рос. Северный) — селище в Пищузькому районі Костромської області Російської Федерації.
Населення становить 57 осіб. Входить до складу муніципального утворення Пищузьке сільське поселення.

## Історія
Від 1944 року населений пункт у складі Пищузького району відійшов до новоутвореної Костромської області.
Від 2007 року входить до складу муніципального утворення Пищузьке сільське поселення.

## Населення
| 2008 | 2010 | 2014 |
| ---- | ---- | ---- |
| 80   | ↘34  | ↗57  |